# Чрнова
Чрнова (словен. Črnova) — поселення в общині Веленє, Савинський регіон, Словенія. 
Висота над рівнем моря: 318,5 м.